# ماسيمو وايلد
ماسيمو وايلد (بالإيطالية: Massimo Wilde)‏ هو سياسي إيطالي، ولد في 22 مايو 1944 في سيرميوني في إيطاليا، وتوفي بنفس المكان في نوفمبر 2017. حزبياً، نشط في رابطة الشمال. وقد انتخب عضو مجلس الشيوخ الإيطالي.